# Thabana Ntlenyana
Thabana Ntlenyana, szotó nyelven a jelentése gyönyörű kis hegy vagy Thabantshonyana, ami fekete hegyet jelent. 3482 méterrel Lesotho legmagasabb pontja. A Drakensberg-hegységben, az ország keleti részén található, a dél-afrikai határnál. Ez a bazalt hegy Afrika déli részének legmagasabb pontja a tanzániai Meru-hegy után.
A Tabana Ntlenyanát 1951-ben mászták meg először.

## Éghajlata

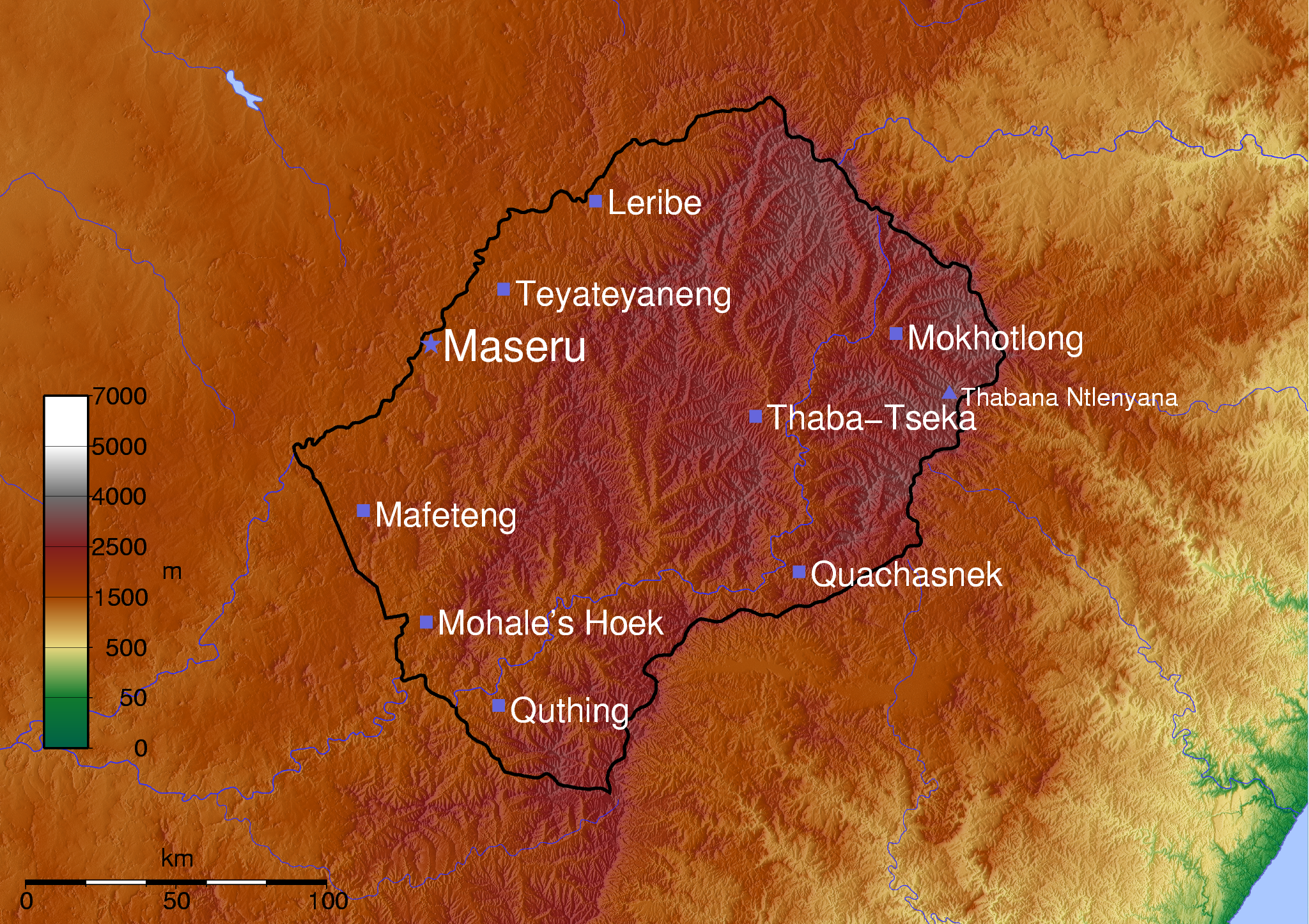
Lesotho topográfiai térképe

A hegyen mérsékelt éghajlat jellemző, amely átcsaphat szélsőségekbe, így lehet -20 és +25-30 Celsius-fok is a hőmérséklet az év folyamán. A tél hideg és száraz, az év többi hónapjában 1300–1900 mm csapadék hullhat.

## Fordítás
- Ez a szócikk részben vagy egészben  a   Thabana Ntlenyana című angol Wikipédia-szócikk ezen változatának fordításán alapul.  Az eredeti cikk szerkesztőit annak laptörténete sorolja fel. Ez a jelzés csupán a megfogalmazás eredetét és a szerzői jogokat jelzi, nem szolgál a cikkben szereplő információk forrásmegjelöléseként.
- Ez a szócikk részben vagy egészben  a   Thabana Ntlenyana című német Wikipédia-szócikk ezen változatának fordításán alapul.  Az eredeti cikk szerkesztőit annak laptörténete sorolja fel. Ez a jelzés csupán a megfogalmazás eredetét és a szerzői jogokat jelzi, nem szolgál a cikkben szereplő információk forrásmegjelöléseként.